# The Great Water
Pour plus de détails, voir Fiche technique et Distribution.
The Great Water (Γолемата вода, Golemata voda) est un film macédonien réalisé par Ivo Trajkov, sorti en 2004.

## Synopsis
Un vieux communiste se remémore sa jeunesse en Macédoine du Nord au sortir de la Seconde Guerre mondiale.

## Fiche technique
- Titre : The Great Water
- Titre original : Γолемата вода (Golemata voda)
- Réalisation : Ivo Trajkov
- Scénario : Ivo Trajkov, Vladimir Blazevski d'après le roman de Živko Čingo
- Musique : Kiril Džajkovski
- Photographie : Suki Medencevic
- Montage : Atanas Georgiev
- Production : Mile Arsovski, Vladimír Chrenovský, Robert Jazadziski, Suki Medencevic et Ivo Trajkov
- Société de production : Artis 3, LARA Entertainment, Kaval Film, Castor Productions et World Circle Foundation
- Pays :  Macédoine du Nord,  Tchéquie,  États-Unis et  Allemagne
- Genre : Drame et guerre
- Durée : 93 minutes
- Dates de sortie : 
  - Macédoine du Nord : 30 avril 2004

## Distribution
- Saso Kekenovski : Lem Nikodinoski
- Maja Stankovska : Isak Keyten
- Mitko Apostolovski : Ariton
- Verica Nedeska : Olivera Srezoska
- Nikolina Kujaca : la femme d'Ariton
- Meto Jovanovski : Lem Nikodinoski âgé
- Aleksandar Ribak : Metodija Griskoski
- Vladimir Svetiev : Sekule
- Petar Mircevski : Dervutoski
- Goce Deskoski : Klimoski
- Marina Cakalova : Lence
- Zoran Popovski : Nikolce
- Oliver Trifunov : Spasko

## Accueil
Le film a reçu un accueil favorable de la critique. Il obtient un score moyen de 62 % sur Metacritic.